# Mastigoteuthis pyrodes
Mastigoteuthis pyrodes är en bläckfiskart som beskrevs av Young 1972. Mastigoteuthis pyrodes ingår i släktet Mastigoteuthis och familjen Mastigoteuthidae. Inga underarter finns listade i Catalogue of Life.